# (2920) Automedonte
(2920) Automedonte es un asteroide que forma parte de los asteroides troyanos de Júpiter y fue descubierto el 3 de mayo de 1981 por Edward L. G. Bowell desde la Estación Anderson Mesa, en Flagstaff, Estados Unidos.

## Designación y nombre
Automedonte se designó al principio como 1981 JR.
Más adelante, en 1984, fue nombrado por Automedonte, un personaje de la mitología griega.

## Características orbitales
Automedonte orbita a una distancia media de 5,108 ua del Sol, pudiendo acercarse hasta 4,972 ua y alejarse hasta 5,243 ua. Su excentricidad es 0,02651 y la inclinación orbital 21,12 grados. Emplea 4216 días en completar una órbita alrededor del Sol.

## Características físicas
La magnitud absoluta de Automedonte es 8,7. Tiene un diámetro de 111 km y un periodo de rotación de 10,21 horas. Se estima su albedo en 0,0433.